# Кімберлі Чітл
Кімберлі А. Чітл (англ. Kimberly A. Cheatle; нар. 15 серпня 1972) — американський офіцер правоохоронних органів, 27-й директор Секретної служби США з вересня 2022 року по 23 липня 2024. Раніше обіймала кілька посад у Секретній службі США протягом понад 25 років.
Керувала секретною службою під час замаху на Дональда Трампа, після чого зіткнулася з широкою критикою та закликами піти у відставку.

## Кар'єра
1995 року приєдналася до Секретної служби США. Брала участь в евакуації віцепрезидента Діка Чейні під час теракту 11 вересня та служила в охороні Джо Байдена під час президентства Обами, коли її призначили до відділу охорони віцепрезидента. У 2017 та 2018 роках працювала заступником помічника директора. Працювала відповідальним спеціальним агентом в офісі Гранд-Рапідс, штат Мічиган. Стала першою жінкою, яка обіймала посаду помічника директора відділу захисних операцій, департаменту, який займався захистом президента та високопоставлених осіб, і керувала бюджетом понад 133,5 мільйона доларів.
З 2019 до 2022 рік обіймала посаду старшого директора з глобальної безпеки в PepsiCo, де відповідала за керівництво та впровадження протоколів безпеки для об'єктів компанії в Північній Америці. Її роль включала розробку оцінки управління ризиками та зменшення ризиків.
2021 року президент США Джо Байден нагородив Чітл президентською нагородою за виняткову продуктивність. У серпні 2022 року Байден оголосив про її призначення на посаду директора Секретної служби США, і вона вступила на посаду 17 вересня 2022 року. Чітл очолила Секретну службу після «кількох бурхливих місяців, протягом яких агентство, найзнаніше захистом президентів, зіткнулося з суперечками, пов'язаними з нападом на Капітолій США 6 січня 2021 року».
Під час інтерв'ю CBS News у травні 2023 року заявила, що Секретній службі, з відсотком звільнень 48 %, необхідно «залучати різноманітних кандидатів і надавати можливості кожному, особливо жінкам». Вона сказала, що до 2030 року планує збільшити кількість жінок в агентстві до 30 %. Після замаху на Дональда Трампа її зусилля DEI стали частими об'єктами критики.

### Замах на кандидата в президенти США
13 липня 2024 року під час замаху на Дональда Трампа в Батлері, штат Пенсільванія, Чітл перебувала в Мілвокі, штат Вісконсин, де за 2 дні мав відбутися Національний з'їзд Республіканської партії 2024 року. Після стрілянини та критики її керівництва Чітл визнала провал Секретної служби, назвавши його «неприйнятним». Однак сказала ABC News, що не піде у відставку з посади, і на свій захист сказала, що місцеві правоохоронні органи відповідальні за будівлю, де був стрілець.
23 липня 2024 року Чітл пішла у відставку з посади директора Секретної служби.